# جان گودال
جان گودال (به انگلیسی: John Goodall) زادهٔ ۱۹ ژوئن ۱۸۶۳ بازیکن فوتبال اهل انگلستان بود که سابقهٔ بازی در تیم ملی فوتبال انگلستان را در کارنامهٔ خود دارد. وی در تاریخ ۴ فوریه ۱۸۸۸ نخستین بازی ملی خود را در مقابل تیم ملی فوتبال ولز انجام داد و با حضور در ۱۴ بازی ملی، در تاریخ ۲۸ مارس ۱۸۹۸ واپسین بازی ملی‌اش را در برابر تیم ملی فوتبال ولز برگزار کرد.
این بازیکن توانسته در بازی‌های ملی، ۱۲ گل به ثمر برساند.